# Wilfried Hajek

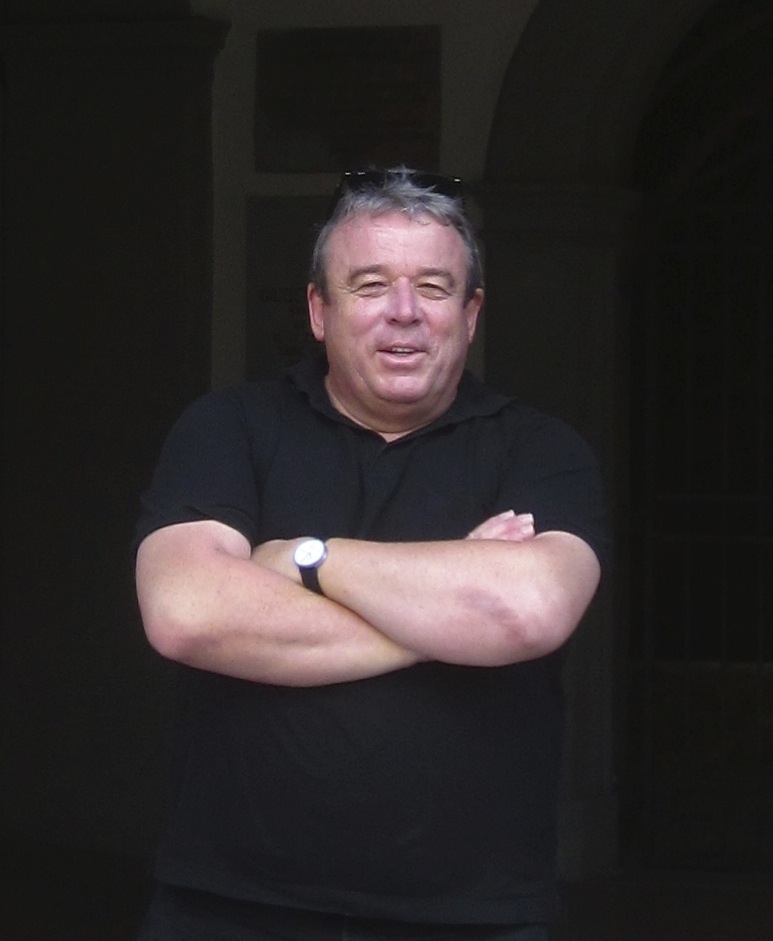
Wilfried Hajek (2013)

Wilfried Hajek (* 29. Januar 1956 in Weilheim in Oberbayern) ist ein deutscher Kommunalpolitiker der CDU. Von Juli 2006 bis Juni 2022 war er Baubürgermeister der Stadt Heilbronn.

## Herkunft, Studium, Privates
Im Alter von 6 Jahren zog er mit seinen Eltern und zwei von drei Geschwistern nach Leinfelden-Echterdingen. Dort verbrachte Hajek seine Kindheit und Jugend. Nach dem Besuch von Grund- und Realschule besuchte er ab 1974 das Technische Gymnasium an der Max-Eyth-Schule in Stuttgart. Nach seinem Abitur absolvierte Hajek 1977 seinen 15-monatigen Grundwehrdienst in Ulm und Lorsch.
Im Oktober 1979 begann Hajek sein Architekturstudium an der Universität Stuttgart mit dem Schwerpunkt Stadtplanung. Dieses schloss er 1987 als Architekt (Diplom) ab. Anschließend absolvierte er noch die Ausbildung zum Regierungsbaureferendar bei der Stadt Leinfelden-Echterdingen. Im März 1989 schloss Hajek diese mit der großen Staatsprüfung zum Regierungsbaumeister ab.
Im Anschluss arbeitete er im Stadtplanungsamt Reutlingen.
Wilfried Hajek ist verheiratet und hat mit seiner Frau drei Töchter. Er wohnt mit seiner Familie in Reutlingen.

## Beruflicher und politischer Werdegang
Am 1. März 1998 wurde Hajek zum Leiter des Technischen Dezernats der Stadt Nürtingen gewählt. Bis zu diesem Zeitpunkt noch parteilos, wurde er im Dezember 2005 mit 31 von 41 abgegebenen Stimmen im Amt bestätigt.
Am 5. März 2006 wurde er auf Vorschlag der Heilbronner CDU-Gemeinderatsfraktion im Gemeinderat zum Baubürgermeister (3. Beigeordneter der Stadt Heilbronn) mit 30 von 34 Stimmen gewählt. Kurz davor wurde Wilfried Hajek Mitglied der CDU. Im April 2014 trat Hajek seine zweite Amtszeit als Baudezernent an. Der Gemeinderat bestätigte ihn mit 29 von 39 abgegebenen Stimmen im Amt.
In den Jahren 1996 bis 2008 war Hajek zudem Lehrbeauftragter für Städtebau und Raumplanung an der Hochschule für Wirtschaft und Umwelt Nürtingen-Geislingen.
Hajek ist Aufsichtsratsvorsitzender der BürgerEnergiegenossenschaft Heilbronn eG. Darüber hinaus sitzt er im Aufsichtsrat der Stadtsiedlung Heilbronn GmbH und der Wirtschaftsförderung Raum Heilbronn GmbH.
Ende Juni 2022 ging Hajek in den Ruhestand.

## Politische Schwerpunkte
Mit dem Antritt Hajeks als Baubürgermeister in Heilbronn und der Zuständigkeit für die Bereiche Bauen, Planen, Wohnen und Umwelt gab es viele Herausforderungen in der Stadt anzugehen. Hajek legte insbesondere den Fokus auf eine neue Baukultur in der Stadt. Im von Nachkriegsbauten geprägten Heilbronn setzte Hajek Weichenstellungen für neue städtebauliche Akzente. So besteht die Stadt beispielsweise bei Neubauten auf die Architektenwettbewerbe. Für ihre Bemühungen wurde die Stadt deshalb mit zahlreichen Preisen für innovatives und beispielhaftes Bauen ausgezeichnet.
Darüber hinaus setzte sich Hajek für Projekte für eine neue Mobilitätskultur ein. Die Stadt ist der vom Land Baden-Württemberg geförderten Initiative RadKULTUR beigetreten, welche zum einen eine fahrradfreundliche Infrastruktur und zum anderen kulturelle Themen rund ums Rad fördert.

## Mitgliedschaften
Wilfried Hajek ist langjähriges Mitglied des lokalen italienischen Radclubs Ciclistica Montefiridolfi. Er nimmt regelmäßig an der jährlich stattfindenden Radrundfahrt für historische Rennräder „L’Eroica“ in der Toskana teil.